# Nachimoworden
Der Nachimoworden (russisch Ордөн Нахимова/ Orden Nachimowa) war der zweithöchste Orden der sowjetischen Seekriegsflotte. Er wurde nach dem russischen Admiral Nachimow, der im Krimkrieg kämpfte, benannt.
Der zweiklassige Orden wurde am 3. März 1944 zusammen mit dem Uschakoworden von der sowjetischen Regierung unter Josef Stalin gestiftet und war der Verleihung an Admirale und Offiziere vorbehalten. Um den Orden in der Ersten Klasse verliehen zu bekommen, war es notwendig, eine klug ausgearbeitete und geschickt durchgeführte Operation im Zusammenwirken aller Flottenkräfte aus einer Verteidigungslage heraus und die Zerschlagung und Verfolgung der Kräfte eines zahlenmäßig überlegenen Seegegners vorzuweisen. Der Orden in der zweiten Klasse konnte für geschickte und kühne Gefechtshandlungen verliehen werden, um nur zwei Beispiele für Verleihungsgründe anzuführen.

## Gestaltung des Ordens

### Ordensstern
Das Ordenszeichen besteht in beiden Klassen aus einem gewölbten Stern mit aufgelegtem Medaillon. Die Füllung der Räume zwischen den Strahlen besteht aus Strahlenbündeln. Das Medaillon hat einen Durchmesser von 29 mm und zeigt den nach links gewandten Kopf Nachimows auf einem blau emaillierten Untergrund (1. Klasse; die zweite Klasse hatte keine Emaillierung). Oberhalb des Kopfes ist die Umschrift „АДМИРАЛ НАХИМОВ“ (deutsch: „Admiral Nachimow“) angebracht. Unterhalb des Bildnisses sind zwei Lorbeerzweige, in deren Mitte sich Hammer und Sichel befinden. Vervollständigt wird das Medaillon von einem Perlkreis und einer Ankerkette. Die Strahlen des Sterns sind in der ersten Klasse mit Rubinen eingefasst, während sie in der zweiten Klasse rot emailliert sind. Unterlegt werden die Strahlen von in Ankern endenden Metallstegen.

### Ordensspange
| Erste Klasse | Zweite Klasse |
| ------------ | ------------- |
|              |               |

Die Grundfarben der Ordensspange (Bandschnalle) waren gelb und schwarz. Die Spange der Ersten Klasse hatte einen 5 mm breiten Mittelstreifen und zwei Randstreifen von 1,5 mm Breite. Die zweite Klasse wies zwei 5 mm breite Seitenstreifen auf, die jeweils 1,5 mm vom Rand entfernt waren.

## Verleihung
Zusammen mit dem Siegesorden und dem Uschakoworden gehört der Nachimoworden mit 80 Verleihungen in der ersten und 460 Verleihungen in der zweiten Klasse zu den Auszeichnungen, die am sparsamsten verliehen wurden.